# Парламентські вибори в Нідерландах 1989
Парламентські вибори в Нідерландах відбулися 3 травня 1994 і принесли перемогу партії Християнсько-демократичний заклик.

## Результати голосування
| Партія                                 | Фронтмен партії   | Голоси    | %      | Місця | +/-  |
| -------------------------------------- | ----------------- | --------- | ------ | ----- | ---- |
| Християнсько-демократичний заклик      | Рууд Любберс      | 3 141 357 | 35,3   | 54    |      |
| Партія праці                           | Вім Кок           | 2 833 266 | 31,9   | 49    | -3   |
| Народна партія за свободу і демократію | Frits Bolkestein  | 1 296 049 | 14,6   | 22    | -5   |
| Демократи 66                           | Ганс ван Мірло    | 700 863   | 7,9    | 12    | +3   |
| Зелені ліві                            | Ria Beckers       | 361 274   | 4,1    | 6     | +3 * |
| Державна реформатська партія           | Bas van der Vlies | 166 662   | 1,9    | 3     |      |
| Gereformeerd Politiek Verbond          | Gert Schutte      | 109 570   | 1,2    | 2     | +1   |
| Reformatorisch Politieke Federatie     | Meindert Leerling | 85 225    | 1,0    | 1     |      |
| Центральні демократи                   | Hans Janmaat      | 81 215    | 0,9    | 1     | + 1  |
| Всього                                 |                   | 8.919.787 | 80,3** | 150   |      |

* У порівнянні з партіями, що входили до складу блоку
** Явка виборців 